# Dedicated (álbum de Carly Rae Jepsen)
Dedicated é o quarto álbum de estúdio da cantora canadense Carly Rae Jepsen. Seu lançamento mundial ocorreu em 17 de maio de 2019 pela 604, School Boy e Interscope Records. O álbum foi precedido pelo lançamento dos singles "Party for One", "Now That I Found You", No Drug Like Me" e "Too Much". Para apoiar o álbum, Jepsen embarcou na turnê Dedicated Tour pela Europa, América do Norte e Ásia.

## Antecedentes
Em abril de 2016, Jepsen contou à Stereogum que estava ansiosa para trabalhar em nova música, esperando diminuir pela metade o tempo de produção consumido por seus álbuns anteriores. Ela citou uma onda de inspiração que não estava aparente quando o desenvolvimento de seu terceiro álbum de estúdio Emotion (2015) começou, o que, no fim das contas, levou três anos para produzir, como Jepsen procurava controle criativo e uma evolução sonora. Ela queria lançar novas canções já no ano seguinte.

## Desempenho comercial
O álbum estreou na 18ª posição na tabela estadunidense Billboard 200, com o equivalente a 21 mil álbuns vendidos, incluindo 13 mil vendas puras de álbum. Na semana seguinte, o álbum caiu para a 182ª posição, tendo saído da tabela na próxima semana.

## Alinhamento de faixas
| Dedicated — Edição padrão |                          |                                                                            |                                             |         |  |
| N.º                       | Título                   | Compositor(es)                                                             | Produtor(es)                                | Duração |  |
| 1.                        | "Julien"                 | Carly Rae Jepsen Kyle Shearer Nate Cyphert Benjamin Ruttner Jared Manierka | Shearer                                     | 3:54    |  |
| 2.                        | "No Drug Like Me"        | Jepsen John Hill Jordan Palmer Daniel Ledinsky James Flannigan             | Hill Palmer                                 | 3:28    |  |
| 3.                        | "Now That I Found You"   | Jepsen Ben Berger Ryan McMahon Ryan Rabin Alexander O'Neill                | Captain Cuts Ayokay                         | 3:20    |  |
| 4.                        | "Want You In My Room"    | Jepsen Jack Antonoff Tavish Crowe                                          | Antonoff                                    | 2:46    |  |
| 5.                        | "Everything He Needs"    | Jepsen H. Nilsson Christopher J Baran Ben Romans Amanda MNDR Warner        | CJ Baran Romans                             | 3:38    |  |
| 6.                        | "Happy Not Knowing"      | Jepsen Crowe Hill Palmer Ledinsky                                          | Hill Palmer                                 | 2:41    |  |
| 7.                        | "I'll Be Your Girl"      | Jepsen Hill Patrik Berger                                                  | Hill Berger                                 | 2:58    |  |
| 8.                        | "Too Much"               | Jepsen Hill Noonie Bao Palmer                                              | Hill Palmer Rob Cohen                       | 3:17    |  |
| 9.                        | "The Sound"              | Jepsen Tommy English Noah Beresin Manierka                                 | Noah Breakfast                              | 2:51    |  |
| 10.                       | "Automatically in Love"  | Jepsen Hill Rogét Chahayed Nate Campany                                    | Hill Chahayed Cohen                         | 3:33    |  |
| 11.                       | "Feels Right"            | Jepsen Asa Taccone Hill Palmer Matthew Compton                             | Hill Taccone Palmer                         | 2:43    |  |
| 12.                       | "Right Words Wrong Time" | Jepsen Alex Hope Chahayed                                                  | Hope Chahayed                               | 3:20    |  |
| 13.                       | "Real Love"              | Jepsen Flannigan Chris Whitehall                                           | Flannigan Koz Jim Alxndr Daniel Zaidenstadt | 3:54    |  |

| Dedicated — Faixas bônus da edição deluxe |                 |                                            |                                 |         |  |
| N.º                                       | Título          | Compositor(es)                             | Produtor(es)                    | Duração |  |
| 14.                                       | "For Sure"      | Jepsen Berger Bao Pontus Winnberg          | Barger Winnberg                 | 3:04    |  |
| 15.                                       | "Party for One" | Jepsen Anton Rundberg Julia Karlsson Crowe | Captain Cuts Hightower Karlsson | 3:03    |  |
| Duração total:                            | Duração total:  | Duração total:                             | Duração total:                  | 48:30   |  |

## Desempenho nas tabelas musicais
| Tabela (2019)                  | Posição Máxima |
| ------------------------------ | -------------- |
| Austrália (ARIA)               | 33             |
| Canadá (Billboard)             | 16             |
| Escócia (OCC)                  | 17             |
| Estados Unidos (Billboard 200) | 18             |
| França (SNEP)                  | 31             |
| Irlanda (IRMA)                 | 39             |
| Japão (Oricon)                 | 32             |
| Nova Zelândia (RMNZ)           | 40             |
| Reino Unido (OCC)              | 26             |
| Suíça (Schweizer Hitparade)    | 71             |